# Lacinipolia sareta
Lacinipolia sareta là một loài bướm đêm trong họ Noctuidae.